# ارمنستان در ۱۹۹۲
لیست زیر رویدادهایی است که در طی سال 1992 (میلادی) در ارمنستان اتفاق افتاده است.

## صاحب منصبان
- رئیس‌جمهور: لوون تر-پتروسیان
- نخست‌وزیر: گاگیک هاروتیونیانخسرو هاروتیونیان

## زادگان
- ۱۸ ژوئن: آرتیوم خاچاتوروف، بازیکن فوتبال
- ۲۴ اوت: وارازداد هارویان، بازیکن فوتبال
- ۵ اکتبر: کامو هووهانیسیان، بازیکن فوتبال

## درگذشتگان
- ۱۷ دسامبر: سورن یرمیان، ۸۴, تاریخ‌نگار نقشه‌کش
- ۳۰ دسامبر : لوسینه زاکاریان، ۵۵, خواننده سوپرانو